# Élections législatives belges de 1902
Les élections législatives belges de 1902 ont eu lieu le 25 mai et ont offert une majorité absolue au Parti catholique à la Chambre des représentants.

## Résultats
|       |                     |                           |                           |                           |
| Parti | Parti               | Chambre des représentants | Chambre des représentants | Chambre des représentants |
| Parti | Parti               | Voix                      | %                         | Sièges                    |
|       | Parti catholique    | 596 382                   | 56                        | 93                        |
|       | Parti libéral       | 266 891                   | 25,1                      | 33                        |
|       | Parti ouvrier belge | 159 370                   | 15                        | 32                        |
|       | Autres              | 42 283                    | 4                         | 4                         |
|       | Blancs et nuls      | 38 642                    |                           |                           |
| Total | Total               | 1 143 403                 | 100                       | 162                       |